# Borolia leucostigma
Borolia leucostigma är en fjärilsart som beskrevs av Pieter Cornelius Tobias Snellen 1877. Borolia leucostigma ingår i släktet Borolia och familjen nattflyn. Inga underarter finns listade i Catalogue of Life.